# Nadine Auzeil
Pour les articles homonymes, voir Auzeil.
Nadine Auzeil (née Schoellkopf le 19 août 1964 à Barr) est une athlète française, spécialiste du lancer du javelot.
Elle fut présente sur la scène internationale durant plus de 20 ans, ce dès ses sélections juniors à 15 ans. Elle fut licenciée au SR Obernai, puis l'a été au Grenoble UC depuis 2000. Elle a participé aux Jeux olympiques de 1988, 1996 et 2000.

## Biographie
Da sa jeunesse, elle pratique également le saut en hauteur. Elle se spécialise ensuite vers le lancer de javelot et devient championne de France cadette avec 47 m 14 en 1980 puis championne de France junior en 1981 et 1982, réalisant 53 m 38. Elle se révèle en 1983, battant tout d'abord le record de France de Catherine Dupont avec 55 m 58 puis améliorant son jet à six reprises au cours de la saison pour le porter à 62 m 46 à Chypre. Elle stagne ensuite pendant trois saisons, période pendant laquelle elle privilégie ses études d'éducation physique. Elle retrouve le haut niveau en 1988 dans la perspective de participer aux Jeux olympiques de Séoul, année où elle améliore deux fois son record et atteint 63 m 30.
Elle se marie avec Martial Auzeil en 1986 et est la mère du décathlonien Bastien Auzeil.

## Palmarès

### International
| Date | Compétition                | Lieu       | Résultat | Performance |
| ---- | -------------------------- | ---------- | -------- | ----------- |
| 1983 | Jeux méditerranéens        | Casablanca | 3e       | 52,54 m     |
| 1991 | Jeux méditerranéens        | Athènes    | 2e       | 54,82 m     |
| 1993 | Jeux méditerranéens        | Narbonne   | 2e       | 59,58 m     |
| 1997 | Jeux méditerranéens        | Bari       | 1re      | 57,32 m     |
| 1999 | Coupe d'Europe des nations | Paris      | 3e       | 61,08 m     |

- 42 sélections en équipe de France A, de 1983 à 2004 (et 8 en juniors)

### National
- Détentrice du record de France à 13 reprises sur 10 années, en 1983 (7 fois), 1988 (2 fois), 1999, et 2000 à 2 reprises, dont 62,16 m (ancienne norme), et en 2002 avec la nouvelle norme.
- Championne de France à 10 reprises (record à égalité avec Evelyne Pinard), en 1984, 1987, 1988, 1990, 1991, 1994, 1995, 1996, 1999 et 2001.

## Records
| Épreuve          | Performance | Date         | Lieu       |
| ---------------- | ----------- | ------------ | ---------- |
| Javelot          | 62,16 m     | 27 juin 2000 | Strasbourg |
| Javelot (ancien) | 64,10 m     | 23 juin 1996 | Évry       |